# Lemont (Illinois)
Lemont és una població dels Estats Units a l'estat d'Illinois. Segons el cens del 2000 tenia 13.098 habitants.

## Demografia
Segons el cens del 2000, Lemont tenia 13.098 habitants, 4.420 habitatges, i 3.407 famílies. La densitat de població era de 784,1 habitants/km².
Dels 4.420 habitatges en un 39% hi vivien nens de menys de 18 anys, en un 67,4% hi vivien parelles casades, en un 7,4% dones solteres, i en un 22,9% no eren unitats familiars. En el 19,6% dels habitatges hi vivien persones soles el 10,2% de les quals corresponia a persones de 65 anys o més que vivien soles. El nombre mitjà de persones vivint en cada habitatge era de 2,85 i el nombre mitjà de persones que vivien en cada família era de 3,32.
Per edats la població es repartia de la següent manera: un 27,7% tenia menys de 18 anys, un 6,1% entre 18 i 24, un 29,2% entre 25 i 44, un 22,8% de 45 a 60 i un 14,1% 65 anys o més.
L'edat mediana era de 38 anys. Per cada 100 dones de 18 o més anys hi havia 85,4 homes.
La renda mediana per habitatge era de 70.563 $ i la renda mediana per família de 80.558 $. Els homes tenien una renda mediana de 52.464 $ mentre que les dones 37.314 $. La renda per capita de la població era de 28.354 $. Aproximadament l'1,7% de les famílies i el 3,6% de la població estaven per davall del llindar de pobresa.

## Poblacions properes
El següent diagrama mostra les poblacions més properes.